# Piétrebais (ruisseau)
Pour l’article homonyme, voir Piétrebais.
Le Piétrebais  est un petit ruisseau de Belgique, dans le Brabant wallon, affluent du Train. 
Il arrose le village de Piétrebais.